# Kawalerskie gospodarstwo

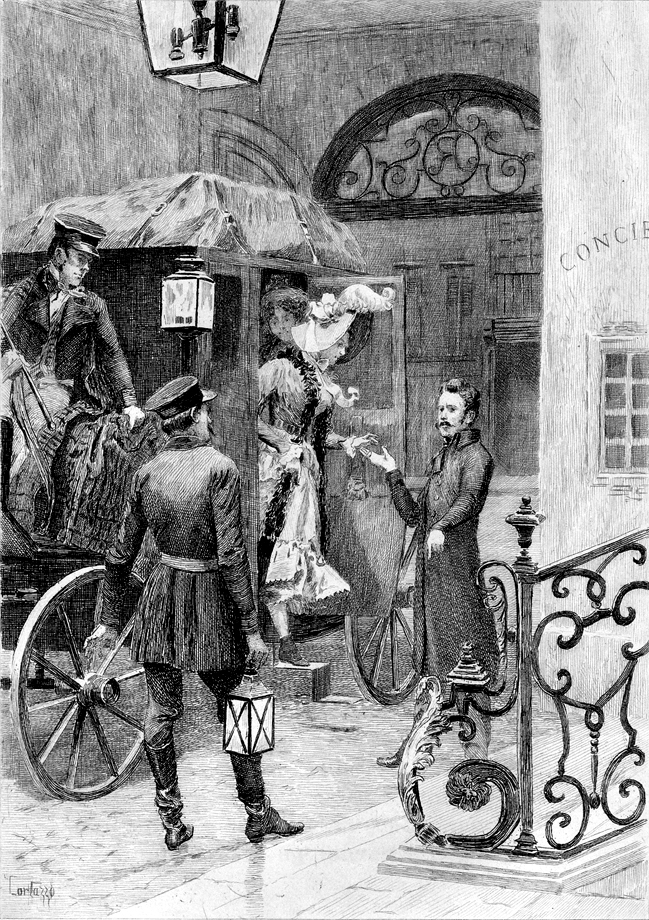
Kawalerskie gospodarstwo

Kawalerskie gospodarstwo (oryg. fr. La Rabouilleuse lub Un ménage de garçon) – powieść Honoriusza Balzaka, wchodząca w skład Scen z życia prowincji cyklu Komedii ludzkiej. Została po raz pierwszy opublikowana w 1842.

## Treść
Agata Rouget, córka ubogiego lekarza z Issoudun, przy pomocy dalekiej krewnej, pani Descoings, wychowuje dwóch synów: Filipa i Józefa. Starszy, Filip, jest zapalczywym lekkoduchem i nieuczciwym egoistą, młodszy, skromny i szczerze oddany matce, pragnie realizować się jako malarz. Pani Rouget nie jest jednak w stanie docenić zalet Józefa i ślepo faworyzuje Filipa, zachwycona jego przerwaną karierą w armii napoleońskiej. Pomaga mu finansowo nawet wtedy, gdy marnuje on kolejne sumy pieniędzy na skazane na porażkę interesy, jak liberalna gazeta. Mija kilka lat, dopóki matka pojmuje prawdziwe uczucie młodszego syna.
Po poniesieniu kolejnych strat finansowych związanych z wydatkami Filipa Agata dowiaduje się od swojej matki chrzestnej, że jej brat, dziedzic większości rodzinnego majątku, ma zamiar wydziedziczyć siostrę i jej synów na rzecz kochanki, Flory Frazier, oraz miejscowego działacza politycznego Gileta, byłego żołnierza napoleońskiego. Agata i Józef udają się do Issoudun, jednak nie udaje im się niczego uzyskać. Z kolei Filip, zjawiwszy się w miasteczku, by wywalczyć tylko dla siebie schedę po wuju, zabija Gileta w pojedynku, a następnie uwodzi Florę i żeni się z nią, przejmując rodzinną fortunę. Odmawia matce i bratu jakiegokolwiek wsparcia, co doprowadza w końcu starą Agatę do utraty ostatnich złudzeń i śmierci. Florę zaś podstępnie truje. Nie jest jednak w stanie prowadzić życia rentiera: wyjeżdża do Algierii, gdzie ginie w bitwie. Majątek przejmuje Józef, w tym czasie już uznany malarz.

## Cechy utworu
Kawalerskie gospodarstwo to przede wszystkim powieść o energii jako motorze działania człowieka, sile motywującej go do podejmowania coraz to nowych, nawet łączących się z dużym ryzykiem działań. Filip Bridau, chociaż scharakteryzowany jako bohater zdecydowanie negatywny, jest równocześnie najbardziej wyrazistą postacią w powieści i zarazem przykładem balzakowskiej fascynacji życiową energią (podobnie jak Vautrin). Wątek energii łączy się w utworze z refleksją o naturze epoki, która nastąpiła po upadku Bonapartego: osoby, których naturalnym miejscem samorealizacji mogła niegdyś być armia, w czasach Restauracja Burbonów i monarchii lipcowej są zupełnie niepotrzebne i mają wszelkie predyspozycje, by zmarnować swój potencjał – nieprzypadkowo adwersarz Filipa, Maksencjusz Gilet, również jest byłym żołnierzem napoleońskim i awanturnikiem. Śmierć obydwu ma w utworze wymiar nie tylko realistyczny (przedstawiający los wielu prawdziwych byłych wojskowych), ale również symboliczny; uczciwy, realizujący w życiu tradycyjne wartości, bogacący się systematyczną pracą Józef ma większe szanse sukcesu niż jego impulsywny brat. Balzak nie krytykuje jednak postawy młodszego syna Agaty: wręcz przeciwnie, jego życiowy sukces (przywoływany też na kartach innych utworów cyklu) miał stanowić dowód na to, że realizacja życiowych celów jest możliwa także dla osób, które konsekwentnie będą trzymały się swojego systemu wartości i nie ulegną wpływom środowiska. Józef jest równocześnie kolejnym typem artysty w Komedii ludzkiej, a opis jego pracy nad własnym talentem stanowi realistyczną analizę początków kariery malarskiej. Z kolei Flora stanowi typową postać sprytnej, chciwej kurtyzany uwodzącej starszego mężczyznę, typ bohaterki często powracający u Balzaka.